# Домналл Киванах
Домналл Киванах (Домналл Мак Мурхада, Домналл Киванах Мак Мурхада) (ок. 1140—1175) — король Южного Лейнстера (1171—1175), старший сын короля Лейнстера Диармайта Мак Мурхады (1110—1171). Родоначальник ветви Киванах династии Уи Хеннселайг.

## Биография
Домналл воспитывался и учился в монастыре Святого Кивана в Килкаване (современное графство Уэксфорд). чтобы отличаться от других братьев, Домналл принял имя «Киванах» (производное от Кивана). В отличие от обычной ирландской практики, это прозвище было принято его потомками в качестве наследственной фамилии.
В 1171 году после смерти своего отца, Диармайта Мак Мурхады, Домналл был провозглашен вождями ирландских кланов новым королём Лейнстера. Но легитимность Домналла отказались признавать англо-нормандские феодалы, которые считали, что их лидер Ричард де Клер, 2-й граф Пембрук по прозвище «Стронгбоу», женатый на Еве (сестре Домналла), является законным наследником своего тестя, короля Лейнстера Диармайта Мак Мурхады. Но в соответствии с средневековым ирландским правом (брегонский закон), Стронгбоу не имел никаких оснований претендовать на королевский престол Лейнстера. Фактически Домналл Мак Мурхада управлял только Южным Лейнстером.
В 1175 году, согласно Анналам четырёх мастеров, Домналл Мак Мурхада был убит в битве при Нейсе O’Фойртехерном и O’Ноланом. Он был похоронен рядом со своим отцом Диармайтом Мак Мурхадой в соборе в деревне Фернс (современное графство Уэксфорд). После смерти Домналла королём Южного Лейнстера стал его внук Муйрхертах мак Домнайлл (ум. 1282), сын Домналла Ога Киванаха.